# 汕头体育中心
汕头体育中心，前称汕头亚青会体育中心、汕头大学东校区体育中心，位于广东省汕头市澄海区东海岸大道西侧，总投资约17.5亿元，占地约16.3万平方米，建筑面积约14.64万平方米，是粤东地区规模最大、标准最高的体育场馆，包括一座2.2万座位的体育场、一座8000座位的体育馆（含综合训练馆）、会议中心、室外训练场，体育中心整体设计造型为“飞舞的浪花”，以汕头的海洋地域特色为设计灵感，并借鉴潮汕传统民居的“四水归堂”概念。

## 历史
该场馆原作为2021年亚洲青年运动会主场馆而兴建，将举行开闭幕式和田径、体操比赛。2019年7月30日，汕头大学东校区暨亚青会体育场馆项目动工，由中建八局担任施工单位。2021年5月18日，主体结构全面封顶，6月30日，主场馆全面完工，12月31日，通过竣工验收。2023年8月12日晚，由李克勤、刘惜君、阿杜、李圣杰、动力火车等歌手参与的“拾”光年演唱会在汕头体育中心体育场举行，标志着体育场开始投入使用。2024年3月5日起，汕头体育中心正式对外开放服务。